# Flavors of Entanglement
Flavors of Entanglement è un album della cantautrice canadese Alanis Morissette, pubblicato nel 2008.

## Il disco
Nel marzo 2005, Morissette ha dichiarato di essere pronta a mettersi al lavoro su un nuovo album, visto che aveva già riempito quattro diari, e di solito iniziava a scrivere un nuovo LP dopo averne compilati due.
Nel dicembre 2005, in un'intervista per la promozione di Alanis Morissette: The Collection, ha dichiarato che le sarebbe piaciuto fondere suoni tecnologici con scenari musicali più organici.
A gennaio 2006 la rivista Rolling Stones ha scritto che Alanis era impegnata in intense sedute di scrittura per il suo prossimo disco, per il quale aveva reclutato diversi collaboratori, fra cui Mike Elizondo, che aveva già prodotto "Wunderkind", canzone inclusa nella colonna sonora del film Le cronache di Narnia - Il leone, la strega e l'armadio (2005).
In quello stesso periodo, la Morissette ha dichiarato di stare "traboccando di idee", non avendo scritto un album in tre anni (il suo cd studio più recente, So-Called Chaos, era stato infatti pubblicato nel 2004). Ciò nonostante, successivamente l'artista ha deciso di prendersi una pausa a tempo indeterminato dalla musica.
Nessun annuncio ufficiale o spiegazione sono stati dati per questa interruzione, durante la quale Alanis si è presa del tempo per rilassarsi, andare in vacanza, comparire in alcune serie televisive.
Nell'ottobre del 2006, Alanis ha dichiarato, in un'intervista con Tv Guide, che sarebbe entrata a breve in studio per registrare del nuovo materiale, e ci sarebbe rimasta nelle successive settimane; la conta di diari riempiti dalla cantante era arrivata a sette.
All'inizio del 2007, è girata la voce, in alcuni forum, che Alanis stesse lavorando col produttore e musicista Guy Sigworth. L'artista ha girato un video-parodia della canzone dei Black Eyed Peas My Humps, da lei riarrangiata e ricantata per l'occasione. L'alta qualità del video ha fatto pensare che si trovasse in studio, per la lavorazione del nuovo cd.
Durante un'esibizione, con Sigworth al piano, Alanis ha cantato una nuova canzone, "Not as we", di cui comparirà un breve clip studio, nel terzo episodio della quarta stagione di Dr. House - Medical Division, andato in onda per la prima volta il 9 ottobre 2007. Sempre a ottobre 2007, è stato reso noto il titolo dell'album.
Un'altra nuova canzone, "Underneath", è stata fatta ascoltare in prima il 15 settembre al Kodak Theatre di Los Angeles, in occasione dell'Elevate Film Festival. Lo scopo del festival era creare documentari, video musicali, o corti cinematografici che avessero a che fare con la crescita della coscienza umana sulla terra.
Il video della canzone, che è stato girato in due giorni, mostra Alanis e altre persone che nuotano nella (e si aggirano intorno alla) piscina della stessa cantautrice.

## Tracce
1. Citizen of The Planet – 4:22
2. Underneath – 4:10
3. Straitjacket – 3:08
4. Versions of Violence – 3:36
5. Not As We – 4:45
6. In Praise of The Vulnerable Man – 4:07
7. Moratorium – 5:35
8. Torch – 4:50
9. Giggling Again For No Reason – 3:48
10. Tapes – 4:26
11. Incomplete – 3:30
12. It's a Bitch to Grow Up - 4.03 (traccia bonus solo per download digitale iTunes)
13. 20/20 – 4:17 (traccia bonus nella versione giapponese dell'album)[3] - disponibile anche sul CD del singolo - "Underneath"

### Tracce bonus
La Deluxe Edition è stata annunciata sul sito Amazon.com, ed ha le seguenti canzoni su un secondo disco bonus.
1. Orchid - 4:21
2. The Guy Who Leaves - 4:11
3. Madness - 6:22
4. Limbo No More - 5:21
5. On The Tequila - 3:42

## Vendite
In Italia, Flavors of Entanglement, ha debuttato al numero otto della classifica FIMI ed è rimasto, nonostante la promozione dell'album di un solo singolo Underneath, per diciotto settimane nei primi 100 posti, raggiungendo il disco d'oro per le oltre 40 000 copie vendute.

## Classifiche
| Classifica (2011) | Posizione massima |
| ----------------- | ----------------- |
| Australia         | 17                |
| Austria           | 3                 |
| Belgio (Fiandre)  | 8                 |
| Belgio (Vallonia) | 5                 |
| Canada            | 3                 |
| Danimarca         | 16                |
| Francia           | 6                 |
| Italia            | 8                 |
| Norvegia          | 12                |
| Nuova Zelanda     | 35                |
| Paesi Bassi       | 7                 |
| Portogallo        | 30                |
| Spagna            | 30                |
| Svezia            | 36                |
| Stati Uniti       | 8                 |

## Tour e promozione
La Morissette è stata impegnata in un tour nordamericano, insieme alla band di supporto Matchbox 20.
Le esibizioni sono cominciate il 25 gennaio 2008 a Hollywood, in Florida, e sono terminate il 18 marzo 2008 a Las Vegas, nel Nevada.
Alanis ha suonato in tutte le date del tour, tranne quella di Verona, New York.

## Singoli
A gennaio 2008 la cantautrice ha dichiarato che Underneath è un ottimo candidato come primo singolo di FOE, ma che, se così dovesse essere, il video presentato all'Elevate non sarà quello ufficiale. Il 15 aprile 2008 è uscito il singolo Underneath.
I secondi singoli estratti dall'album sono In praise of the vulnerable man per l'Europa e Not as we per il resto del mondo, ma entrambi non hanno ottenuto risultati rilevanti nelle classifiche.
- Underneath
- Not As We
- Praise Of The Vulnerable Man

## Formazione
- Alanis Morissette – voce
- Guy Sigsworth – produttore, ingegnere del suono
- Andy Page – chitarre, programmatore, missaggio
- Sean McGhee – programmatore, ingegnere del suono
- Fiora Cutler – arrangiatrice dell'accompagnamento di archi